# Rachid El Basir
Rachid El Basir (arabiska: رشيد البصير), född den 4 oktober 1968, är en marockansk friidrottare som tävlade i medeldistanslöpning.
El Basirs främsta merit är att han blev silvermedaljör på 1 500 meter vid Olympiska sommarspelen 1992 bara slagen av Fermín Cacho. Förutom framgången vid OS så blev han fyra vid VM 1995 och sjua vid VM 1993 båda samma distans. 

## Personliga rekord
- 1 500 meter - 3.33,82